# Zorita (kommunhuvudort)
Zorita är en kommunhuvudort i Spanien.   Den ligger i provinsen Provincia de Cáceres och regionen Extremadura, i den centrala delen av landet, 210 km sydväst om huvudstaden Madrid. Zorita ligger 428 meter över havet och antalet invånare är 1 779.
Terrängen runt Zorita är platt åt sydväst, men åt nordost är den kuperad. Terrängen runt Zorita sluttar söderut. Runt Zorita är det glesbefolkat, med 9 invånare per kvadratkilometer. Närmaste större samhälle är Madroñera, 16,3 km norr om Zorita. Trakten runt Zorita består till största delen av jordbruksmark.